# Bún chả

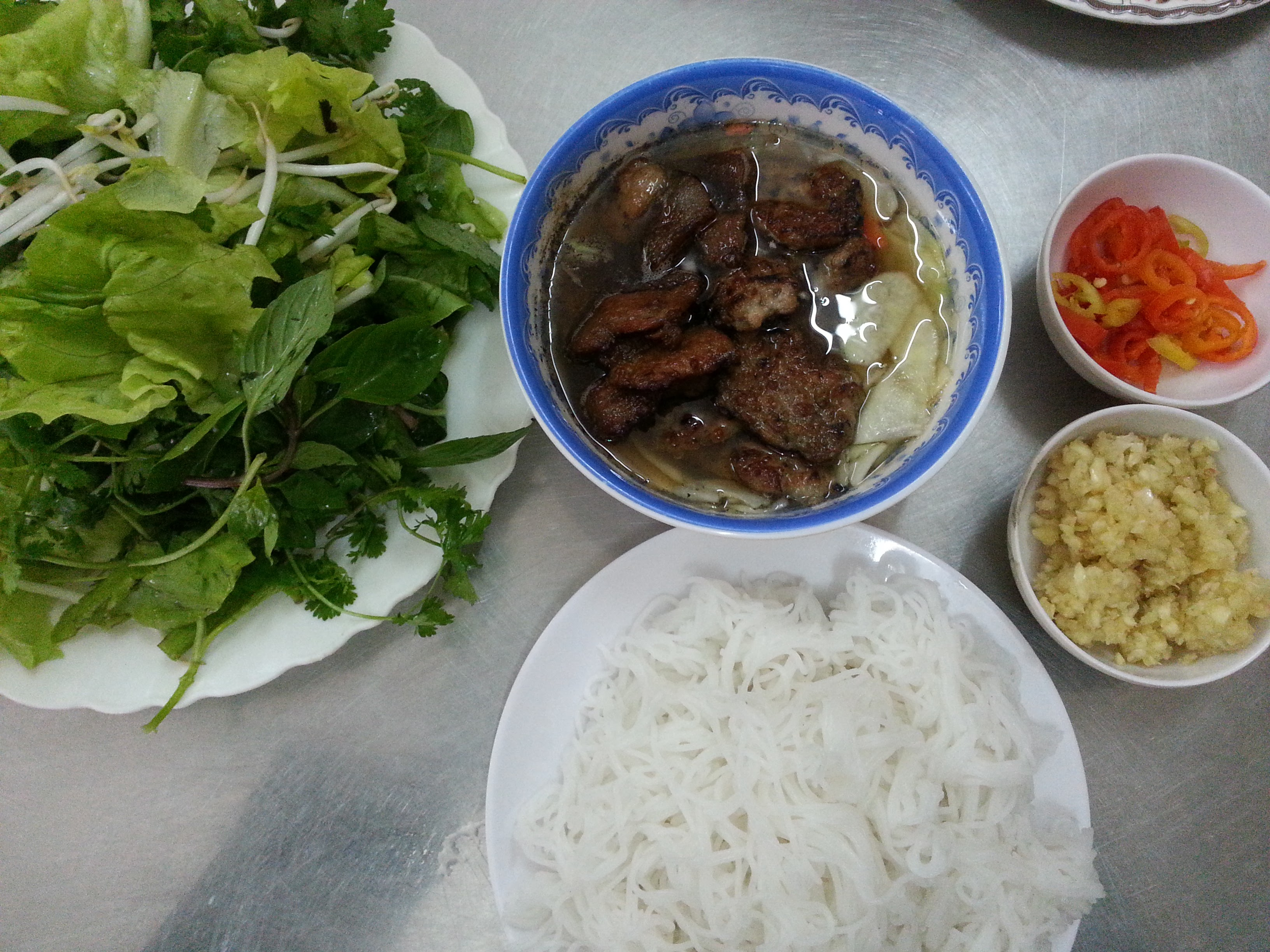
Bún chả ở một cửa hàng trên phố Thụy Khuê, Hà Nội. Cách bày bàn với chả miếng, chả viên, đu đủ, cà rốt bóp chua dầm trong bát nước mắm pha khéo; đĩa rau sống; bún và gia vị ăn kèm (tỏi băm, ớt băm, quất) như hình là suất tiêu chuẩn tại đa số các cửa hàng bún chả ở Hà Nội.

Bún chả là một món ăn của Việt Nam, bao gồm bún, chả thịt lợn nướng trên than hoa và bát nước mắm chua cay mặn ngọt. Món ăn xuất xứ từ miền Bắc Việt Nam, là thứ quà có sức sống lâu bền nhất của Hà Nội, nên có thể coi đây là một trong những đặc sản đặc trưng của ẩm thực Hà thành. Bún chả có nét tương tự món bún thịt nướng ở miền Trung và miền Nam, nhưng nước mắm pha có vị thanh nhẹ hơn.
Cựu tổng thống Mỹ Barack Obama đã dùng món ăn này.

## Nguyên liệu

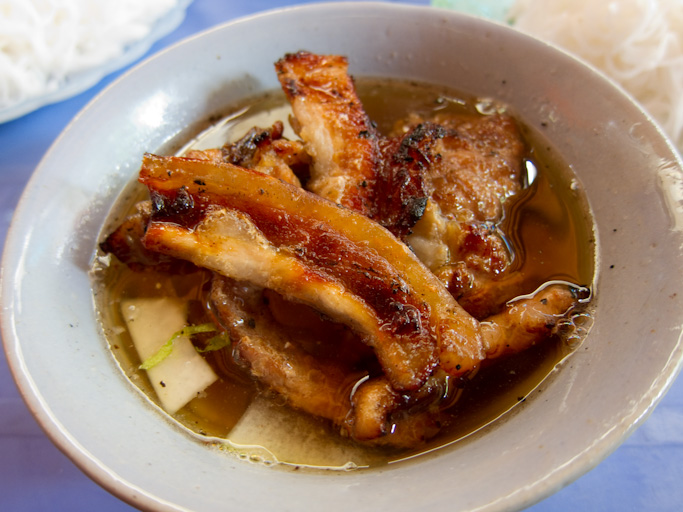
Chả miếng trong bát bún chả

1. Chả: thịt lợn nạc vai làm chả băm, thịt ba chỉ làm chả miếng. Nhiều nơi có thêm chả xương sông được làm từ thịt băm và lá xương sông.
2. Bún: bún lá hoặc bún rối.
3. Nước dùng: mắm pha loãng cùng với các gia vị khác như đường, mì chính, nước cốt chanh, dấm thanh, tỏi băm, ớt băm, tinh dầu cà cuống.
4. Dưa góp chua ngọt: đu đủ xanh (hoặc cà rốt, su hào, hành tây).
5. Đĩa rau sống: xà lách, tía tô, húng, ngổ, kinh giới
6. Gia vị ăn kèm khác bày đĩa: tỏi băm, ớt băm, dấm thanh, hạt tiêu xay, quất quả.

## Chế biến và thưởng thức

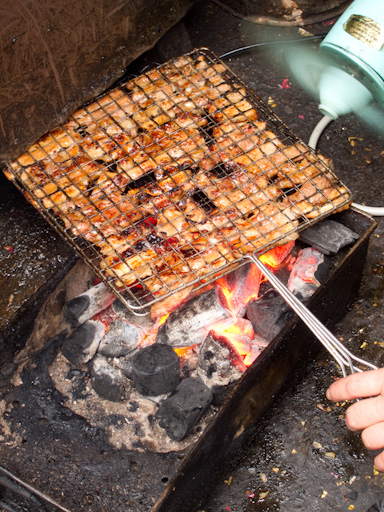
Nướng thịt bằng kẹp vỉ trên than hoa

Bún chả thường có cùng một lúc hai loại chả: Chả viên và chả miếng, tuy tùy theo sở thích ăn uống mà có khi thực khách chỉ chọn một trong hai. Chả viên được làm từ thịt nạc vai lợn băm thật nhuyễn nặn viên, ướp trộn với muối, tiêu, nước mắm trên 35 độ đạm, đường, hành khô băm thật nhuyễn, dầu thực vật hoặc mỡ nước. Tùy vào độ tươi của thịt, sau khi trộn gia vị nếu thấy thịt có vẻ hơi khô thì cho thêm một chút dầu sao cho miếng thịt dễ dàng kết dính khi vo nắn thành miếng cỡ 2 ngón tay rồi nhấn cho hơi dẹp lại. Nếu thích cầu kỳ hơn thì gói ngang mỗi miếng chả là một lần lá chuối rồi mới nướng, miếng chả sẽ không bị sạm và thơm hơn.
Dùng thịt nạc vai để làm món chả là một lựa chọn tinh tế đã có truyền thống vì nạc vai chắc thịt nhưng không có sớ nhiều như thịt đùi, không mềm như thịt mông... điều này làm cho miếng thịt khi băm nhuyễn rồi nắn lại, miếng chả chắc hơn là dùng những phần thịt khác.
Còn chả miếng thường dùng thịt nách hoặc thịt ba chỉ (ba rọi) thái mỏng tẩm ướp gia vị tương tự chả viên và nướng vàng trên than củi. Tuỳ theo khẩu vị của mỗi người, có thể gọi toàn chả miếng hoặc chả viên để ăn cùng bún. Thịt miếng thường được lọc bỏ bì (da) để khi nướng không bị cứng và khét. Nếu dùng thịt nạc quá (thịt mông, thịt thăn) khi nướng sẽ không ngon vì chả bị khô và cứng.
Thịt sau khi ướp được xếp vào xiên hoặc vỉ, nướng trên than củi. Khi thịt chín thơm và ngậy mùi, cho vào bát nước mắm pha có đầy đủ vị chua cay mặn ngọt, cùng với hoặc đu đủ xanh (hoặc su hào, cà rốt) bóp chua. Bát nước mắm có thể vừa ăn là không bị mặn, nước dùng nóng ấm, ăn cùng với bún tươi và rau sống (gồm rau xà lách, rau mùi, húng Láng, ngổ, kinh giới, tía tô, giá đỗ).
Ngày nay, bún được dùng trong bún chả thường là bún rối. Nhưng bún con (từng vắt bún nhỏ cuộn chặt, vừa một lần gắp) mới là nguyên liệu truyền thống. Những hàng bún chả bán rong với nước mắm thoảng chút hương cà cuống và những lá bún là một phần của Hà Nội xưa, được nhiều nhà văn như Vũ Bằng, Thạch Lam ca ngợi.
Cách làm bún chả tuy đơn giản, nhưng để làm được bát bún chả ngon còn phụ thuộc nhiều vào kinh nghiệm và bí quyết gia truyền, đặc biệt quan trọng là cách pha nước chấm khi phải cân bằng giữa các hương vị chua, thanh, ngọt và mặn.

## Đặc sản Hà Nội

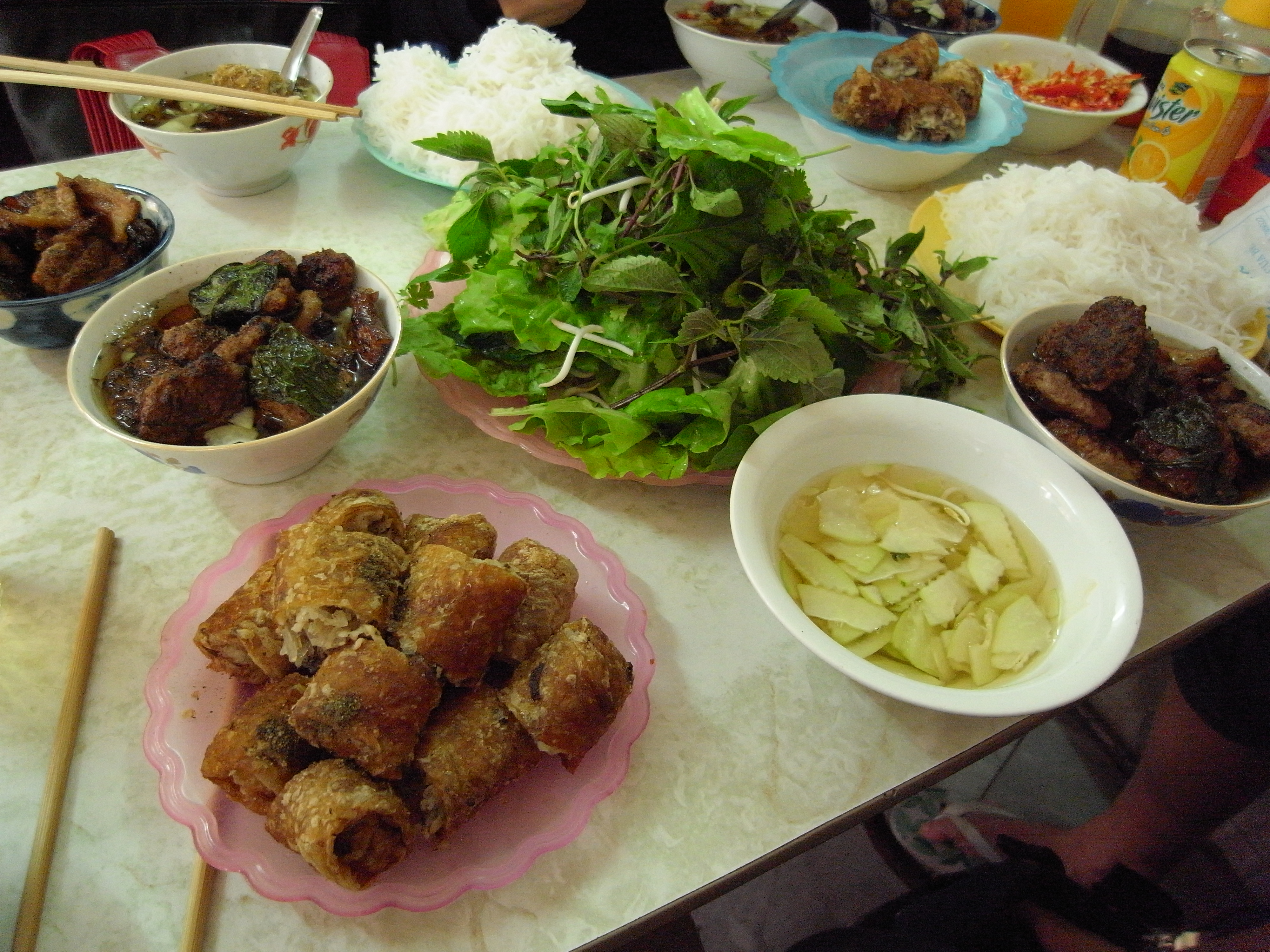
Bún chả, nem cua bể tại phố Hàng Mành, Hà Nội

Bún chả thường được ăn vào buổi trưa. Việc lựa chọn thời gian thưởng thức bún chả dường như là một nghệ thuật về thời gian: ăn bún chả vào giờ nào là thích hợp. Đây là một nét rất riêng của văn hóa ẩm thực đất kinh kỳ. Tuy nhiên hiện nay cũng có một số cửa hàng bán bún chả cả sáng trưa chiều tối.
Tại thủ đô Hà Nội, có rất nhiều cửa hàng bán món bún chả, trong đó, có một số cửa hàng đã khá nổi tiếng, quen thuộc với thực khách như bún chả Đắc Kim ở Hàng Mành, bún chả Bình Chung ở Bạch Mai, bún chả Sinh Từ, bún chả Duy Diễm ở Ngọc Khánh, bún chả Hương Liên ở Ngô Thì Nhậm, bún chả Ngọc Xuân ở Thụy Khuê, v.v.
Có nhiều biến tấu cho bún chả tại Hà Nội và một số cửa hàng đã ít nhiều tạo nên phong cách khi thay đổi phương thức chế biến, thời gian thưởng thức như bún chả bọc lá chuối, bún chả bọc mỡ chài, bún chả kẹp que tre hay bún chả chan nước xương hầm.

## Bún chả trong văn học
Trong cuốn Hà Nội băm sáu phố phường, Thạch Lam đã viết về sự hấp dẫn của món bún chả như sau: 
"...Có một ông đồ cuồng chữ ở nhà quê, một hôm khăn gói lên Hà Nội đã ứng khẩu đọc hai câu thơ khi ngửi thấy mùi khói chả:
Ngàn năm bửu vật đất Thăng Long.
Bún chả là đây có phải không?..." Mà cảm hứng thế là chí phải. Khi ngồi cuối chiều gió, đói bụng mà đón lấy khói chả thơm, thì ngài dễ thành thi sĩ lắm. Khói lam cuộn như sương mờ ở sườn núi, giọt mỡ chả xèo trên than hồng như một tiếng thở dài và tiếng quạt khẽ đập như cành cây rung động, quà bún chả có nhiều cái quyến rũ đáng gọi là mê hồn, nếu không là mê bụng."
Vũ Ngọc Phan, trong Những năm tháng ấy, cũng viết: 
"Bún chả bán rong cũng ngon tuyệt. Ba xu hoặc năm xu một mẹt. Cái mẹt đường kính chỉ 25cm (...) trên lót mấy chiếc lá dong, người ta đặt lên mấy lá bún nhỏ sợi, trắng muốt, mấy lá rau sống, diếp tây và thơm mùi, một cái chén xinh xẻo, nhỉnh hơn cái chén đong rượu nếp một tí, trong có nước mắm chanh đường ớt, pha rất khéo, và chả miếng hoặc chả băm tùy theo sở thích người ăn. Hàng bún chả đỗ đâu là thơm nức ở đó, cô hàng bún chả quạt chả trên than hồng đựng trong cái hộp sắt tây, chả cháy xèo xèo, khói bay nghi ngút. Có ba xu hoặc năm xu là đã được ăn bún chả thơm ngon, nhà làm thì tốn hơn và kềnh càng lắm."